# William H. Jarvis
William Herbert Jarvis PC QC (* 15. August 1930 in Hamilton, Ontario; † 27. April 2016 in Cornwall, Ontario) war ein kanadischer Rechtsanwalt und Politiker der Progressiv-konservativen Partei (PC), der fast zwölf Jahre lang Mitglied des Unterhauses war. Zwischen 1979 und 1980 war er Staatsminister im 21. kanadischen Kabinett von Premierminister Joe Clark.

## Leben
Jarvis absolvierte nach dem Schulbesuch zunächst ein grundständiges Studium am London Central Collegiate Institute, welches er mit einem Bachelor of Arts (B.A.) abschloss. Ein weiteres postgraduales Studium der Rechtswissenschaften an der University of Western Ontario beendete er mit einem Bachelor of Laws (LL.B.) und nahm danach eine Tätigkeit als Rechtsanwalt auf. Für seine anwaltlichen Verdienste wurde er zum Kronanwalt (Queen’s Counsel) ernannt.
Bei der Unterhauswahl vom 30. Oktober 1972 wurde er als Kandidat der Progressiv-konservativen Partei erstmals zum Abgeordneten in das Unterhaus gewählt und vertrat dort zunächst den Wahlkreis Perth-Wilmot beziehungsweise seit der Wahl vom 22. Mai 1979 bis zu seinem Ausscheiden aus dem Unterhaus am 3. September 1984 den Wahlkreis Perth. Zu Beginn seiner Parlamentszugehörigkeit war er zunächst zwischen dem 20. Dezember 1974 und Mai 1976 stellvertretender Sprecher der PC-Fraktion für Landwirtschaft und anschließend von Mai 1976 bis Oktober 1977 umweltpolitischer Sprecher der Opposition, ehe er zwischen Oktober 1977 und Juni 1979 Sprecher der PC-Fraktion für das Amt des Solicitor General war.
Am 4. Juni 1979 wurde er von Premierminister Joe Clark als Staatsminister mit der besonderen Verantwortung für die Beziehungen zwischen Bund und Provinzen in das 21. Kabinett Kanadas berufen, dem er bis zum Ende von Clarks Amtszeit am 2. März 1980 angehörte. Zugleich war er von Juli 1979 bis März 1980 auch Vorsitzender des Kabinettsausschusses für die Beziehungen zwischen Bund und Provinzen.
Nach der Wahlniederlage bei der Unterhauswahl vom 18. Februar 1980 fungierte Fraser zwischen April und Dezember 1980 als energiepolitischer Sprecher der PC-Fraktion sowie später von September 1983 bis April 1984 als Sprecher der Opposition für Arbeit und die Canada Post Corporation.
Jarvis war darüber hinaus vom 15. März 1986 bis zum 1. Januar 1989 Präsident der Progressiv-konservativen Partei und als solcher für Geschäftsführung und interne Organisation der Partei verantwortlich.